# Das Boot (serie)
Das Boot (El submarino) es una serie de televisión alemana dirigida por Andreas Prochaska. Está producida por Sky Alemania, Bavaria Film y Sonar Entertainment. Fue estrenada el 23 de noviembre de 2018. La acción se desarrolla durante la Segunda Guerra Mundial en el Océano Atlántico y en la Francia ocupada. Está basada en la novela Das Boot, escrita por Lothar-Günther Buchheim, periodista que trabajó como corresponsal del III Reich y resumió en esta obra sus vivencias a bordo de los submarinos alemanes durante la Segunda Guerra Mundial. Existe un largometraje homónimo (Das Boot), basado en la misma novela, que se estrenó en 1981.

## Argumento
La trama se inicia en 1942, cuando el submarino alemán U-612 bajo el mando del capitán Klaus Hoffmann se encuentra en la base de submarinos de La Rochelle, preparado para el viaje inaugural en las aguas del Océano Atlántico. El operador de radio de la nave es Frank Strasser, el cual antes de partir se encuentra con su hermana Simone Strasser, recientemente destinada a La Rochelle como traductora. A lo largo de 8 capítulos se mezcla la vida en el submarino con la actividad de la resistencia francesa en La Rochelle, actos de espionaje y la despiadada persecución a los disidentes por Hagen Forster, jefe de la Gestapo.

## Reparto
(Sólo temporada 1 y 2)

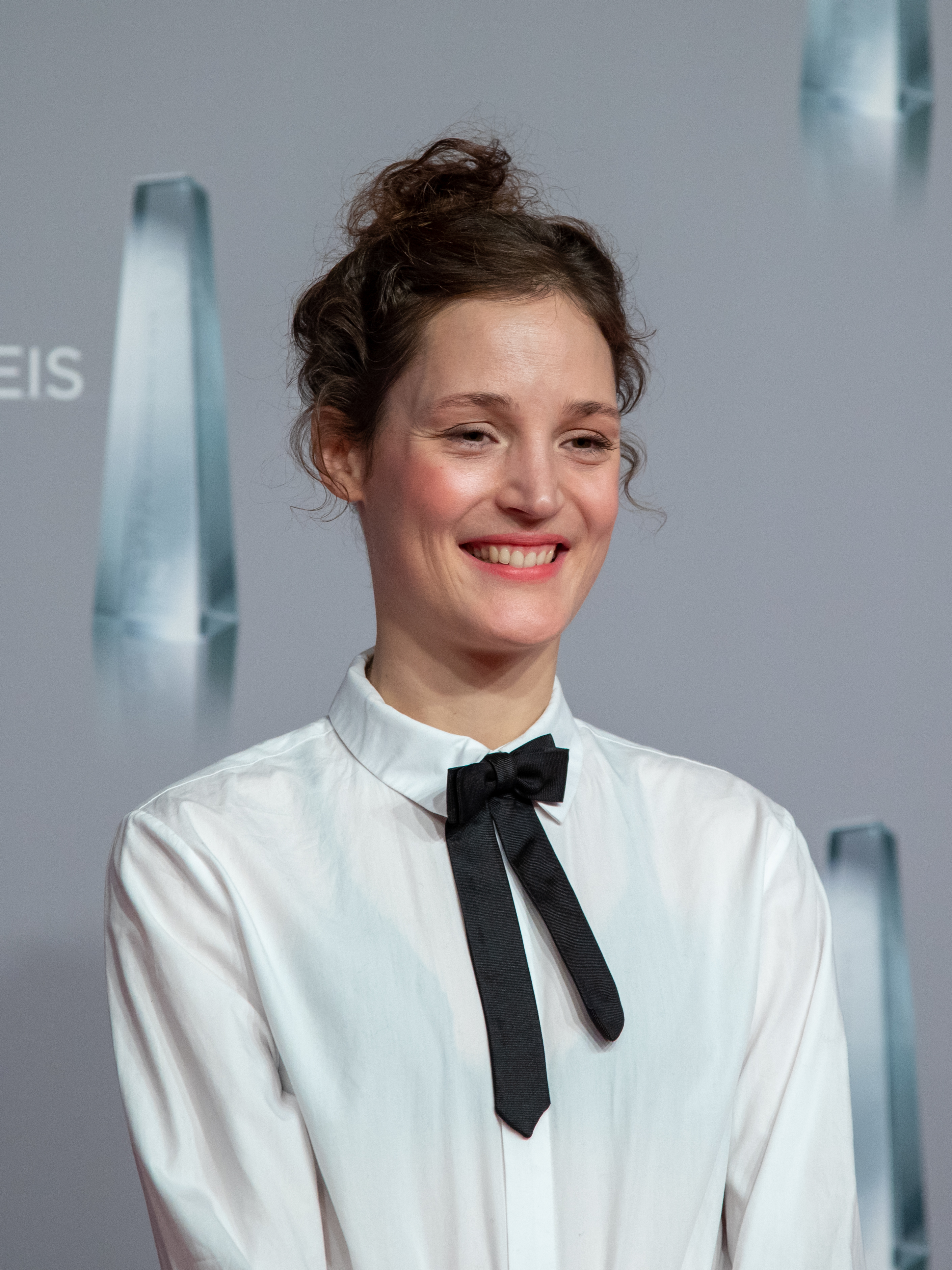
Vicky Krieps interpreta el papel de Simone Strasser, hermana del operador de radio Frank Strasser.

- Rick Okon como el capitán Klaus Hoffmann, su personaje está inspirado en Heinrich Lehmann-Willenbrock.
- August Wittgenstein como Karl Tennstedt. Segundo oficial de a bordo, se considera merecedor del puesto de capitán.
- Robert Stadlober como Hinrich Laudrup ("Smut").
- Leonard Schleicher como Frank Strasser, operador de radio.
- Vicky Krieps como Simone Strasser, hermana de Frank Strasser.
- Rainer Bock como el oficial Heinrich Gluck.
- Tom Wlaschiha como el miembro de la gestapo Hagen Forster.
- Thierry Fremont como Pierre Duval, inspector de policía de La Rochelle. Es el principal inspector de policía de La Rochelle, colabora estrechamente con la gestapo.
- James D’Arcy como Jack Sinclair, soldado británico que colabora con la resistencia francesa.
- Lizzy Caplan interpreta el personaje de Carla Monroe, jefa de un comando de la resistencia francesa.
- Vincent Kartheiser como Samuel Greenwood, empresario estadounidense.
- Kevin McNally como Samuel Greenwood (padre del anterior).
- Stefan Konarske como Ulrich Wrangel, héroe de guerra alemán.

## Primera temporada
- Episodio 1: Nuevos caminos.[3]
- Episodio 2: Misiones secretas.
- Episodio 3: Bajas.
- Episodio 4: Dudas.
- Episodio 5: Lealtad.
- Episodio 6: Justo a tiempo.
- Episodio 7: Condenados.
- Episodio 8: Cálculo.

## Segunda temporada
Se rodó a lo largo de 2019.
- Episodio 9 (2x01) Estrategias de supervivencia
- Episodio 10 (2x02) Alianzas incómodas
- Episodio 11 (2x03) Sabotaje
- Episodio 12 (2x04) La suerte está echada
- Episodio 13 (2x05) Orden de matar
- Episodio 14 (2x06) Últimas decisiones
- Episodio 15 (2x07) Cara a cara
- Episodio 16 (2x08) Al otro lado

## Tercera temporada
Formada por diez episodios, distribuida por AMC. Se estrenó el 7 de noviembre de 2022.
- Episodio 17. Segundas oportunidades.
- Episodio 18. Nuevas órdenes.
- Episodio 19. Una vuelta de tornas.
- Episodio 20. La guerra por otros medios.
- Episodio 21. En las profundidades.
- Episodio 22. Rodeado.
- Episodio 23. El enemigo de mi enemigo.
- Episodio 24. El oro de los tontos.
- Episodio 25. El salmo del marinero.
- Episodio 26. Un verdadero tripulante.

## Cuarta temporada
Formada por seis episodios, es la temporada que cierra la serie. En esta temporada la acción se traslada al Mar Mediterráneo y Berlín, donde los rumores de un complot empiezan a levantar sospechas entre los nazis. Klaus Hoffman (Rick Okon) ha regresado al Reich alemán desde Portugal y se reencuentra con su hermana Hannie (Rosalie Thomass). Como comandante de submarino, Klaus debe viajar a Nápoles en una misión secreta para cambiar el curso de la guerra.
- Episodio 27. Un héroe alemán.
- Episodio 29. Objetivo fijado.
- Episodio 29. El guardián de mi hermano.
- Episodio 30. Líneas de batalla.
- Episodio 31. Punto de no retorno.
- Episodio 32. Nada personal.

## Rodaje
La producción tuvo un presupuesto superior a los 26 millones de euros. Para su realización se construyó un decorado de 45 metros que reproduce el interior de un submarino, intervienen 79 actores y casi 1 000 extras. El rodaje se ha realizado en las siguientes localizaciones:
- Múnich (Alemania).
- La Rochelle (Francia). Se ha aprovechado la antigua Base de submarinos de La Rochelle.
- Praga (República Checa).
- Malta.

## Premios
La serie ha sido nominada en nueve categorías de los Premios de la televisión alemana, obteniendo el premio a Vicky Krieps como mejor actriz y David Luther por la mejor fotografía.

## Cancelación
La serie fue cancelada tras el estreno de la cuarta temporada, porque la productora Sky Deutschland decidió cerrar su división de guiones originales alegando que el coste de producción de contenidos guionizados había aumentado, en parte debido a la aparición de nuevos proveedores de streaming, y cada vez resultaba un negocio menos rentable.El cierre de la división de guionistas de Sky Alemania dejó también sin terminar otras series como Munich Games y Babylon Berlin. 